# بيث فولر
بيث فولر (بالإنجليزية: Beth Fowler)‏ هي مغنية وممثلة أمريكية، ولدت في 1 نوفمبر 1940 في الولايات المتحدة.

## أعمال

### أفلام
- (1998) مولان[8][9][10][11]
- (2009) هل سمعت عن مورغنس؟[12][13]

## ترشيحات
- جائزة توني عن فئة أفضل ممثلة في مسرحية موسيقية [الإنجليزية]‏ (1990)

## وصلات خارجية
- بيث فولر على موقع IMDb (الإنجليزية)
- بيث فولر على موقع ألو سيني (الفرنسية)
- بيث فولر على موقع ميوزك برينز (الإنجليزية)
- بيث فولر على موقع قاعدة بيانات برودواي على الإنترنت (الإنجليزية)
- بيث فولر على موقع ديسكوغز (الإنجليزية)
- بيث فولر على موقع قاعدة بيانات الفيلم (الإنجليزية)